# 多脉莎草
多脉莎草（学名：Cyperus diffusus）是莎草科莎草属的植物。分布在印度、印度尼西亚、马来亚以及中国大陆的云南、广东、广西等地，生长于海拔800米的地区，多生在山坡草丛中或河边潮湿处，目前尚未由人工引种栽培。

## 异名
- Cyperus diffusus Vahl var. latifolius L. K. Dai
- Cyperus diffusus Vahl var. multispicatus S. M. Huang